# Timea perastra
Timea perastra är en svampdjursart som först beskrevs av de Laubenfels 1936.  Timea perastra ingår i släktet Timea och familjen Timeidae. Inga underarter finns listade i Catalogue of Life.
Timea perasta är en marin art och har hittats på olika platser i Västindien. 